# Rafael Urzúa Macías
Rafael Urzúa Macías (Aguascalientes, México, 1953) es un académico y político mexicano, quien fue  rector de la Universidad Autónoma de Aguascalientes de 2005 a 2010.

## Biografía
Nació el 31 de octubre de 1953 en la clínica de Guadalupe de la ciudad de Aguascalientes. Hijo de Don Jesús Urzua Quevedo y María Elena Macías Arellano, resulta el segundo de nueve hermanos.  Joven dedicado desde muy temprana edad, destacó por su capacidad académica y carácter afable. 
En 1973 Estudia la carrera de Médico Cirujano por la Universidad Autónoma de Aguascalientes. Durante su época de estudiante universitario es Presidente de la Sociedad de alumnos de Medicina y Consejero Universitario, para luego terminar su carrera como el promedio más alto de su generación, obteniendo así el grado de Médico Cirujano aprobado con Mención Honorífica.
Siendo becado por la Universidad Autónoma de Aguascalientes, realiza sus estudios de posgrado en la Universidad Nacional Autónoma de México, donde obtiene el grado de Maestro en Ciencias Químicas, con especialidad en Bioquímica. 
Desde joven manifiesta la vocación y curiosidad académicas que al paso de los años lo lleva a dedicar su vida profesional a las aulas universitarias ingresando en 1984 al cuerpo docente de la antigua alma mater adscrito al Centro de Ciencias Básicas donde imparte cátedra en las aéreas bioquímica y genética. 
En su calidad de miembro del personal académico es elegido en tres ocasiones consecutivas consejero ante el Consejo Universitario de la Universidad Autónoma de Aguascalientes. Durante la gestión del rector Antonio Ávila Storer, es designado director general de Investigación y Posgrado para el periodo 1999-2001; posteriormente, es elegido decano del Centro de Ciencias Básicas en el periodo 2002-2004.
En 2005 es elegido como rector de la Autónoma por la Honorable Junta de Gobierno, asumiendo así el cargo por dos periodos consecutivos de 2005-2010.
Destacan durante su gestión la construcción del estadio universitario, la dignificación de las instalaciones de los edificios históricos de la universidad en el centro histórico de la ciudad, la edificación de la plaza cívica universitaria, el proyecto de TVUAA, el saneamiento de las finanzas de la universidad, la acreditación de carreras ante CIEES y COPAES, la obtención en 2009 por la Autónoma del Premio SEP-ANUIES entre muchas otras acciones en vías de una mejor universidad.
En 2011 es designado por Gobernador del estado de Aguascalientes como Comisionado Estatal de Arbitraje Médico.
En 2013 es postulado como candidato a diputado en Congreso del Estado de Aguascalientes por el Partido Revolucionario Institucional.